# Fabio Guadagnini
Fabio Guadagnini (Agordo, 14 novembre 1964) è un giornalista, manager e conduttore televisivo italiano.
È stato Direttore di Sky Sport 24, di Sky Sport e di Fox Sports e dal 2017 al 2020 il Chief Communications Officer del Milan. Ha anche guidato la comunicazione del Comitato Promotore di Roma 2024, il progetto di candidatura olimpica di Roma Capitale. Da ottobre 2022 è il responsabile Marketing, Sales e Brand di Sport e Salute SpA.

## Biografia
Laureato in Lingue e Letterature Straniere presso l'Università IULM di Milano. L'esordio in televisione nell'agosto del 1991 con la nascita di Telepiù (direttore Rino Tommasi), dove conduce per diversi anni i notiziari sportivi e la rubrica settimanale Obiettivo Sci con l'ex direttore tecnico della “valanga azzurra” Mario Cotelli. "Obiettivo Sci" giungerà ad avere anche cadenza quotidiana, con grande impatto in occasione di Mondiali e Giochi Olimpici. Il sodalizio con Mario Cotelli si protrarrà per 8 anni, nel periodo più florido per lo sci italiano. Diviene giornalista professionista il 15 settembre 1993.
Dal 1991 al 1999 si occupa di molti sport (Sci Alpino e Nordico, Hockey su Ghiaccio, Atletica Leggera, Basket, Formula Uno, Tennis) sia come conduttore (Coast to Coast, Sportime, Momenti di Sport, Zak), che come inviato e telecronista.
Dal 1997, come caporedattore e conduttore, si occupa di +F1 il primo progetto interattivo multi-canale legato al mondiale di Formula Uno, lavorando a fianco di Andrea De Adamich; impegnato anche come telecronista su Eurosport negli eventi IAAF di Atletica Leggera e la Coppa del Mondo FIS di Sci Alpino e Nordico, e come Produttore esecutivo di World Ski Report, il primo magazine televisivo dedicato alla Coppa del Mondo FIS di Sci Alpino distribuito in tutto il mondo.

### A Stream
Dall'agosto del 1999 approda a Stream, tv satellitare a pagamento (direttore Darwin Pastorin) come caporedattore centrale. Conduce i pre e post-partita dei match di Serie A con Monica Leofreddi.
Dal 2001 conduce tutti i programmi legati all'UEFA Champions League. Nei 4 anni di attività a Stream realizza vari progetti editoriali, tra cui il ritorno del Wrestling in Italia (prima con il pacchetto WCW e poi con la WWE), l'esclusiva del torneo di tennis di Wimbledon, primo reale esempio di TV sportiva interattiva (giugno 2000), l'acquisizione dei principali Tornei di tennis A.T.P., la nascita di un canale televisivo interamente dedicato agli sport invernali, Snowtime, poi divenuto sito web (dicembre 1999).

### A Sky
Da giugno 2003, con la nascita di Sky Italia, diventa vice direttore di Sky Sport con delega sulle rubriche. Tra i programmi ideati e curati, Sky Calcio Show (che conduce nella prima stagione con Ilaria D'Amico e Mario Sconcerti), 10 (con Dario Vergassola, Alessandro Bonan, Laura Ghislandi, Pasquale Bruno e Claudio Pasqualin), Il Film del Campionato, 1X2 Generation, Zona Champions League (con José Altafini), Playerlist, Goal Deejay.
Da gennaio 2005 riprende a condurre tutti gli eventi della UEFA Champions League fino a maggio del 2008. In studio si alternano negli anni Gianluca Vialli, Paolo Rossi, Marcello Lippi, Leonardo.
Nell'autunno 2006, dopo l'esperienza dei Mondiali, conduce gli studi del campionato di Serie B (in una stagione resa eccezionale dalla contemporanea presenza di Juventus, Napoli, Genoa, Bologna e Hellas Verona), della UEFA Champions League, e dei Mondiali di calcio 2006 direttamente dai principali stadi in Germania.
Per la stagione televisiva 2007/2008 conduce la stagione di UEFA Champions League (Sky Sport 1), con Marcello Lippi, dopo il titolo Mondiale, Paolo Rossi, Gianluca Vialli.
Da febbraio 2008 partecipa al piano di lancio e "start up" operativo del nuovo canale "All News" sportivo Sky Sport24, canale 200 e 502 del decoder Sky, di cui diventa direttore responsabile dal mese di agosto.
Dal primo agosto 2009 diventa direttore responsabile dei canali di Sky Sport come responsabile della testata giornalistica "Sport Time", in concomitanza del lancio della trasmissione in formato 16:9 e dell'Alta Definizione. Nella sola stagione 2009/10 Sky Sport ha trasmesso integralmente eventi sportivi come la Serie A, l'Uefa Champions League, i XXI Giochi olimpici invernali, i X Giochi paralimpici invernali, il Six Nations di Rugby, la Coppa del Mondo di calcio "Sudafrica 2010".
Nella stagione 2010/11 avvia il nuovo progetto editoriale legato alla Serie A, che comprende le dirette di tutti i match, ciascuno di essi con un pre e post - partita dedicato, il nuovo programma della domenica pomeriggio "Sky In Campo", il nuovo anticipo della domenica delle 12.30, il nuovo formato di "Sky Calcio Show", in onda dalle 17.00 alle 24.00.
Da giugno 2012 si occupa del progetto Motosports all'interno dell'offerta SKY, pianificando la start up dei canali tematici dedicati alla Formula Uno e Moto GP, in seguito alla acquisizione per i prossimi 5 anni dei diritti live esclusivi della Formula Uno (dal 2013) e dei diritti live esclusivi della MotoGP (dal 2014).
Presiede e coordina tutte le attività dei progetti, che includono delle campagne di marketing e comunicazione integrate sulla piattaforma per il rafforzamento dell'offerta di Sky Sport HD. Dal 19 febbraio 2013 lancia il nuovo canale H24 dedicato alla Formula Uno Sky Sport F1 HD.

### A Fox Sports
Da agosto 2013, dopo averne gestito intralmente le operazioni di start up, diviene direttore di Fox Sports (canale la cui programmazione include in esclusiva i campionati di calcio inglese, spagnolo, tedesco, olandese e l'FA Cup, Copa Libertadores e Copa Sudamericana) lanciato sul mercato l'8 agosto 2013, in onda nelle prime due stagioni sulle piattaforme Sky e Mediaset Premium, dal 2015 in esclusiva sulla piattaforma SKY, che integra anche alcuni dei migliori eventi sportivi da tutto il mondo, tra cui l'Eurolega, la Coppa CEV maschile di Volley, l'MLB, la National Hockey League, la Diamond League di atletica leggera e il Rally WRC, l'UFC.

### Roma 2024
Il 16 ottobre 2015, Guadagnini lascia Fox Sports per diventare responsabile della comunicazione del Comitato Olimpico per Roma 2024. Nella sua attività riporta al Presidente del Comitato Luca Cordero di Montezemolo, il Presidente del CONI Giovanni Malago', il Coordinatore Generale Diana Bianchedi. Il dipartimento di Comunicazione ha gestito tutte le attività media, digital, gli eventi, le iniziative promozionali, con operatività dirette anche alla stesura del dossier di candidatura olimpica per i Giochi del 2024. 
Il Comitato Roma 2024 ha concluso le sue attività il 31 ottobre 2016, dopo che l'assemblea consiliare di Roma Capitale ha tolto il proprio sostegno al progetto.

### Nel Milan
Il 20 aprile 2017 viene nominato Chief Communications Officer del Milan. Nella prima stagione di attività si occupa della riorganizzazione dell'intera area dei contenuti del Club, il canale tematico "Milan TV" e la "Milan Media House" (la factory che genera i contenuti social del Milan per la fanbase nazionale e internazionale), attività che hanno portato a una crescita significativa sulle piattaforme social del Club e avviato il lancio della nuova APP ufficiale rossonera nell'estate del 2018. Ha coordinato tutte le attività di comunicazione dell'Area Sportiva e guidato le iniziative di corporate communication del Club, tra cui il progetto per il nuovo stadio, generato con l'Inter.  In data 4 agosto 2020 comunica con il Milan l'interruzione del rapporto professionale dal 4 settembre.